# Suleima
Suleima là một chi bướm đêm thuộc phân họ Olethreutinae trong họ Tortricidae.

## Các loài
- Suleima baracana (Kearfott, 1907)
- Suleima cinerodorsana Heinrich, 1923
- Suleima daracana (Kearfott, 1907)
- Suleima helianthana (Riley, 1881)
- Suleima lagopana (Walsingham, 1879)
- Suleima mendaciana Blanchard & Knudson, 1983
- Suleima skinnerana Heinrich, 1923